# 窪田繁雄
窪田 繁雄（くぼた しげお、1902年〈明治35年〉4月30日 - 1969年〈昭和44年〉9月25日）は、日本の政治家。新潟県新津市（現・新潟市）長（2期）。

## 来歴
新津町議会議員、同副議長を経て、1951年市制施行により新津市副議長となった。1953年新津市長選挙に立候補し当選する。在任中は市の広報の創刊、金津・小合両村の編入、新関村の一部を編入、市営住宅の造成、阿賀浦橋と市の東西を結ぶ跨線橋の開通、ゴミ焼却場と青年研修所の開館、枝肉センターの誘致と開業、心配事相談所の開設、新潟県立新津工業高等学校の誘致と開校、新潟県園芸試験場の発足などの出来事があった。市長は2期務め、1961年に退任した。